# Bruno Ziener
Bruno Ziener (né le 11 juin 1870 à Oberplanitz; mort le 9 février 1941 à Berlin) est un acteur et réalisateur allemand.

## Filmographie partielle

### Comme acteur
- 1920 : L'Émeraude fatale (Abend… Nacht… Morgen) de Friedrich Wilhelm Murnau : Cheston, l'amoureux de Maud
- 1923 : I.N.R.I. de Robert Wiene : Simon Pierre
- 1925 : Ein Sommernachtstraum de Hans Neumann
- 1929 : L'Énigme (Die Frau, nach der man sich sehnt) de Curtis Bernhardt : Diener
- 1930 : Gefahren der Brautzeit de Fred Sauer
- 1931 : 1914, fleurs meurtries (1914, die letzten Tage vor dem Weltbrand), de Richard Oswald : Wilhelm von Schoen
- 1932 : Die elf Schill'schen Offiziere de Rudolf Meinert
- 1936 : L'Empereur de Californie (Der Kaiser von Kalifornien) de Luis Trenker
- 1937 : Fridericus de Johannes Meyer : Le général Hans Joachim von Zieten
- 1939 : Bel-Ami de Willi Forst : un parlementaire